# Зотов, Сергей Дмитриевич
Сергей Дмитриевич Зотов (30 сентября 1905, Супруты, Тульская губерния или Сергиевское, Тульская губерния — 5 мая 1968, Москва) — деятель органов государственной безопасности, генерал-майор.

## Биография
Родился в русской семье крестьян в селе Супруты (ныне — в Щёкинском районе Тульской области; по другим данным — в Сергиевском, ныне — Плавск). В Красной армии с 1924, в этом же году поступил в Рязанскую пехотную школу имени К. Е. Ворошилова, которую окончил в 1927. В ВКП(б) с 1928. Командир взвода 252-го стрелкового полка с сентября 1927 по ноябрь 1930, инструктор Научно-испытательного зенитного полигона с ноября 1930 по апрель 1935. С 1935 по 1938 обучался на Специальном факультете Военной академии РККА имени М. В. Фрунзе. После чего в августе откомандирован в распоряжение НКВД СССР. С июня 1939 служит в Разведывательном управлении ГШ РККА, начальник 5-го отделения (Франция, Швейцария, Италия, Испания) до сентября 1940, затем 4-го отделения (Финляндия, Скандинавские страны) до июня 1941 в 1-м (западном) отделе.
Участник Великой Отечественной войны, с июня 1941 начальник 2-го отделения 5-го отдела РУ ГШ РККА, начальник 2-го отдела 1-го управления ГРУ. Военный атташе при посольстве СССР в Болгарии с ноября 1943 по сентябрь 1944. В 1944 находился в составе оперативной группы советских офицеров при Главном командовании Болгарской народной армии, начальник Военного отдела Союзной контрольной комиссии в Болгарии. Военный и военно-воздушный атташе при посольстве СССР в Италии (1949—1951), Франции (1960—1962), Венгрии (1962—1968).
Похоронен на Новом Донском кладбище, за бывшим главным зданием Донского крематория. Некролог напечатан в газете «Красная Звезда» 6 мая 1968.

### Звания
- генерал-майор госбезопасности.

### Награды
- орден Ленина, три ордена Красного Знамени, два ордена Отечественной войны I степени, орден Красной Звезды, орден «Знак Почёта», медали.